# Excerpta Valesiana
Excerpta Valesiana (Anonymus Valesianus) – wydane w 1636 r. dzieło zawierające 2 opowiadania historyczne pisane przez różnych anonimowych autorów. Łączy je ze sobą tylko fakt znalezienia się w jednym rękopisie. Nazwa nadana od nazwiska wydawcy Henri Valois (1603 - 76). 
Pierwsze (rozdz. I-VII zwane też Origo Constantini Imperatoris) napisane przez współczesnego Ammianusowi Marcelliusowi, przedstawia okres walk Konstantyna I Wielkiego o tron i jego panowanie (306-337), drugie (rozdz. VIII-XVI zwane też  Chronica Theodericiana): historię Italii od panowania Juliusza Neposa do zgonu Teodoryka Wielkiego (474-526). W tym drugim zawarto ważne informacje o pochodzeniu Romulusa Augustulusa, Odoakra, Teodoryka Wielkiego oraz o polityce zagranicznej i wewnętrznej tych dwóch ostatnich. 
Excerpta jest pracą o charakterze kompilatorskim. Informacje podawane są w niej chaotycznie, niekiedy się powtarzają lub brak między nimi powiązania. Mimo to uważana jest za wartościowe źródło historyczne o pochodzeniu i panowaniu Konstantyna I Wielkiego, Romulusa Augustulusa, Odoakra i Teodoryka Wielkiego.